# Hasuur
Hasuur ist eine Farm im Süden der Region ǁKharasKlicklaut im Osten von Namibia. Sie liegt etwa 30 Kilometer nordöstlich von Aroab, 15 Kilometer westlich der Grenze zu Botswana.
In der deutschen Kolonialzeit war Hasuur Sitz eines Zollamtes sowie einer Poststation.